# محوطه چوبین ۳
محوطه چوبین ۳ مربوط به عصر آهن - دوران‌های تاریخی پس از اسلام است و در شهرستان فارسان، بخش مرکزی، دهستان میزدج علیا، شمال روستای چوبین واقع شده و این اثر در تاریخ ۲۷ اسفند ۱۳۸۷ با شمارهٔ ثبت ۲۶۵۵۱ به‌عنوان یکی از آثار ملی ایران به ثبت رسیده است.